# Global Tag League

La  Global Tag League est une compétition par équipe masculine de catch professionnel qui se déroule ordinairement tous les ans à la Pro Wrestling Noah au Japon. Le tournoi a été créé en 2008.

## Histoire du tournoi

### Liste des champions
| année | édition | vainqueur                                              | finaliste                                                            |
| ----- | ------- | ------------------------------------------------------ | -------------------------------------------------------------------- |
| 2008  | 1       | Akitoshi Saito et Bison Smith                          | Mitsuharu Misawa et Yoshinari Ogawa                                  |
| 2009  | 2       | Mitsuharu Misawa et Gō Shiozaki                        | Kensuke Sasaki et Takeshi Morishima                                  |
| 2010  | 3       | Takuma Sano et Yoshihiro Takayama                      | Takashi Sugiura et Maybach Taniguchi                                 |
| 2011  | 4       | Akitoshi Saito et Jun Akiyama                          | Muhammad Yone et Takashi Sugiura                                     |
| 2012  | 5       | Naomichi Marufuji et Muhammad Yone                     | Katsuhiko Nakajima et Takeshi Morishima                              |
| 2013  | 6       | KENTA et Yoshihiro Takayama                            | Katsuhiko Nakajima et Kensuke Sasaki                                 |
| 2014  | 7       | Masato Tanaka et Takashi Sugiura                       | Katsuhiko Nakajima et Naomichi Marufuji                              |
| 2015  | 8       | Masato Tanaka et Takashi Sugiura                       | Killer Elite Squad/Suzuki-gun (Davey Boy Smith, Jr. et Lance Archer) |
| 2016  | 9       | Naomichi Marufuji et Toru Yano                         | Killer Elite Squad/Suzuki-gun (Davey Boy Smith, Jr. et Lance Archer) |
| 2017  | 10      | Naomichi Marufuji et Maybach Taniguchi                 | Gō Shiozaki et Atsushi Kotoge                                        |
| 2018  | 11      | Gō Shiozaki et Kaito Kiyomiya                          | Kenoh et Takashi Sugiura                                             |
| 2019  | 12      | Sugiura-gun (Kazma Sakamoto et Takashi Sugiura)        | AXIZ (Gō Shiozaki et Katsuhiko Nakajima)                             |
| 2020, | 13      | Sugiura-gun (El Hijo de Dr. Wagner Jr. et René Duprée) | AXIZ (Gō Shiozaki et Katsuhiko Nakajima)                             |